# Marie-Maurille de Sombreuil
Jeanne-Jacques-Marie-Anne-Françoise de Virot de Sombreuil, comtesse de Villelume, dite « Marie-Maurille de Villelume », née au château de Leychoisier (où L'Eychoisier) à Bonnac-la-Côte, (Haute-Vienne) le 14 février 1768 et morte à Avignon le 15 mai 1823 est une aristocrate française du XVIIIe siècle. Elle sera immortalisée par la légende sous le nom de « l'héroïne au verre de sang ».

## Biographie

### Origines
Marie-Maurille de Sombreuil est la fille aînée de Charles François de Virot, marquis de Sombreuil, maréchal de camp, puis gouverneur des Invalides, et de Marie-Madeleine des Flottes de l'Eychoisier.

### «L’héroïne au verre de sang»

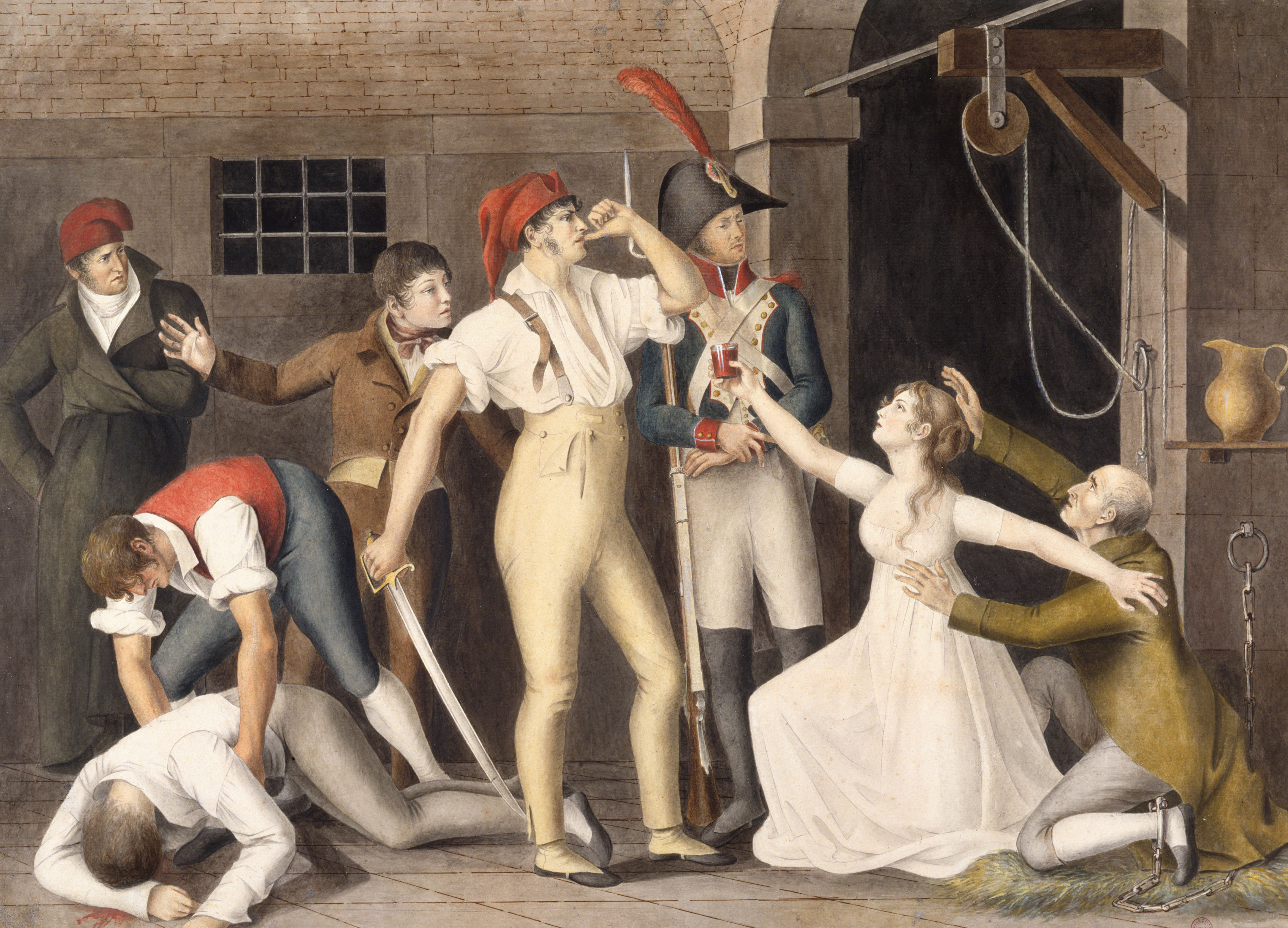
Dessin anonyme représentant la légende du « verre de sang », Paris, musée Carnavalet, fin du XVIIIe siècle.

En septembre 1792 (au moment des massacres de Septembre), lors du procès houleux de trois cents détenus soupçonnés d’activisme anti-révolutionnaire (accusation d'avoir prêté main-forte aux gardes suisses des Tuileries) dont son père, elle le sauve provisoirement en s'interposant courageusement entre lui et la foule pour selon les uns implorer sa grâce, selon les autres en s'écriant : « Vous n'arriverez à mon père qu'après m'avoir tuée. »
Son courage obtint cette grâce, au prix, raconta la rumeur, d’un marché fixé par Stanislas-Marie Maillard, dit « Tape-Dur » : son père serait épargné si elle buvait un verre de sang bleu frais. Tape-Dur plongea un verre dans un baquet, qui recueillait le sang des victimes décapitées (rempli du sang qui s'échappait de la tête de Monsieur de Saint-Marsault selon le comte de Villelume), le tend à Mademoiselle de Sombreuil qui, sans hésiter, le boit d’un trait en criant « Vive la Nation ! », sauvant ainsi, provisoirement, son père.
Ce récit héroïque a inspiré les poètes et les romanciers (Victor Hugo, Jacques Delille, Gabriel-Marie Legouvé), mais également les historiens comme Edgar Quinet qui s'en fait l'écho dans La Révolution (tome I, p. 384). Un rosier thé grimpant porte son nom, 'Mademoiselle de Sombreuil' (Robert 1850).
Toutefois, il existe une autre version moins rocambolesque contée par Jacques Hillairet dans le Dictionnaire historique des rues de Paris : le marquis de Sombreuil fut arrêté le 16 août 1792 et enfermé à la prison de l'Abbaye. Sa fille, Marie-Maurille, âgée de 25 ans, avait obtenu le surlendemain l'autorisation de le rejoindre.

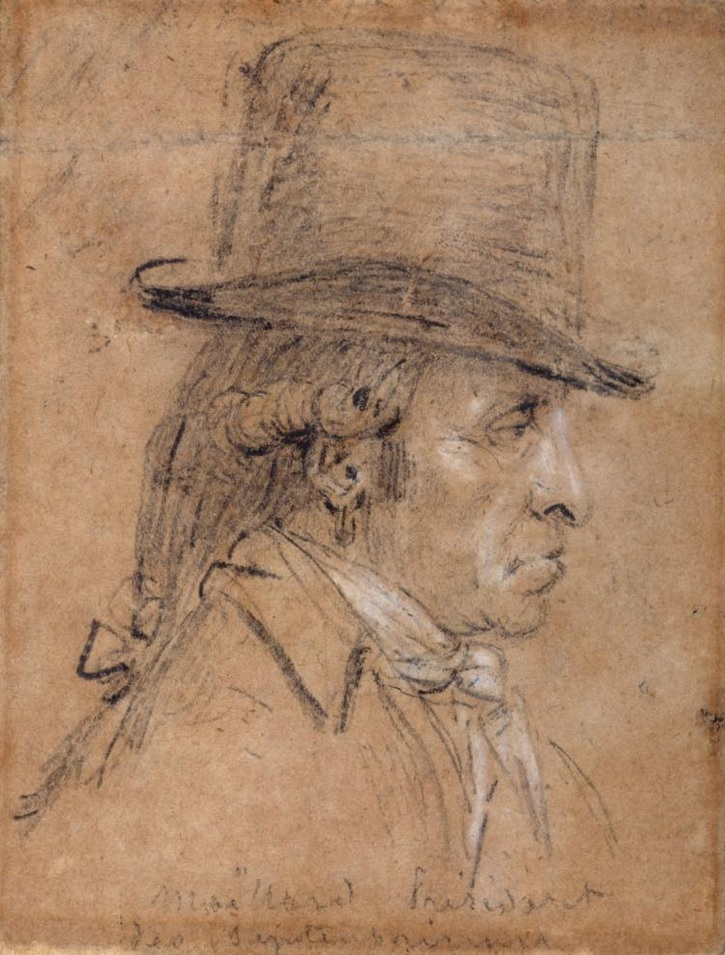
Stanislas-Marie Maillard.

La vue de la jeune fille en larmes qui enveloppait son père de ses bras en demandant sa vie avec des accents fort suppliants émut les massacreurs ; après une courte enquête, Stanislas Marie Maillard, président d'un tribunal improvisé de la prison de l'Abbaye, déclara Monsieur de Sombreuil innocent.
Altérée, Marie-Maurille demanda un verre d'eau ; celui-ci lui arriva tout rougi d'être passé entre plusieurs mains sanglantes, d'où l'origine de la légende la représentant obligée de boire un verre de sang humain pour obtenir la grâce de son père.
Délivrée après le 9 Thermidor, elle épouse à Paris, église Saint-Roch le 23 juillet 1796 un émigré, Charles de Villelume, né au château de Morcheval (Chamborêt, Haute-Vienne) le 10 avril 1757 et mort au château de Brazeux à Vert-le-Grand (Essonne) le 11 février 1837. Capitaine, il émigre dans l'armée de Condé en 1791, colonel le 26 octobre 1814, nommé sous la Restauration commandant des Invalides d'Avignon le 27 décembre 1815. Maréchal de camp le 23 janvier 1822.
Elle meurt à Avignon le 15 mai 1823. Son cœur fut placé dans la chapelle des Célestins, et son corps inhumé au cimetière Saint-Roch, d’où il fut transféré au cimetière Saint-Véran. Elle y repose sous l’épitaphe que lui consacrèrent les militaires invalides de la succursale :
le 6 novembre 1850, les invalides quittèrent la succursale d’Avignon à bord des navires L’Althen et Le Mogador, c’est à l’aumônier qu’a été confié le cœur de la comtesse de Villelume née Sombreuil. Les bateaux levèrent l’ancre le samedi 8 novembre et en utilisant le Rhône, les canaux et la Seine, arrivèrent à Paris le 25 novembre 1850. L’urne funéraire contenant son cœur a été déposée dans le caveau des gouverneurs de l’hôtel des Invalides de Paris, où elle excuse par sa présence l’absence de son père resté dans le charnier des martyrs de Picpus. C'est l'une des deux femmes ayant son cœur conservé aux Invalides, son nom sur l'urne funéraire a été masculinisé et orthographié « Maurisse ».